# Square (slang)
Square (čtverec) je v anglickém slangu osoba, která je považována za nudnou, pevně konvenční a nedotčenou současnými trendy.
Původně slovo označovalo osobu, která byla upřímná, spravedlivá a věrná. (Česky snad „slušnej člověk“, „správnej chlap“ či „správná ženská“ atp.) Po vzestupu jazzové hudby začal mít termín výsměšný až urážlivý nádech („vzorňák“).

## Negativní konotace
V řeči jazzu, byl square člověk, který nedokázal ocenit médium, nebo v širším slova smyslu někdo, kdo byl nudný či nedotčený trendem, z toho důvodu se říkalo "buď takový nebo buď square". Kontrakulturní hnutí, která se objevila ve 40. až 60. letech, revoltovala proti "square", tedy každému, kdo se držel represivních, tradičních, stereotypních, jednostranných či "Přemýšlení v krabici" způsobů myšlení. Termín byl používán hipstery ve 40. letech, beatniky v 50. letech, hippies v 60. letech, a yippies v 70. letech, ale i dalšími osobami, které se účastnily hnutí odporujícím konzervativním národním, politickým, náboženským, filozofickým, hudebním a sociálním trendům. V hudbě se díky dirigentům pro square uchytil čtyřbodový rytmus. V tomto kontextu vzkázal trumpista od Sly & the Family Stone Cynthia Robinson v hitu "Dance to the Music": "Všichni square běžte domů!". V 80. letech termín už nebyl tak populární, ale zůstal v povědomí, převážně v americké generaci baby boomu, mimo jiné i proto, že jeho obecný význam (člověk, který respektuje tradiční principy) je doložen v hitu Hueyho Lewise z roku 1986 "Hip To Be Square".
Termín se stal součástí různých částí populárních kultur. Snad nejvýznamnější odkaz je tento řádek z písně "Jailhouse Rock", nazpívaná Elvisem Presley:
Dozorčí řekl hej kamaráde, nejsi square
Pokud nemůžeš najít partnera, použij dřevěnou židli.
První použití termínu můžeme najít v nahrávce z roku 1946 od Harryho Gibsona, který hrál Harryho Hipstera "Jaký je jeho příběh?" který zahrnuje sloku:
U brány stojí zblázněný hříšník
Vykřikl "Pane, Pane"
Svatý Petr řekl: "Vy jste square,
Vaše místo je tam dole. "
A square řekl: "Jaký je jeho příběh?"
V roce 1945 ve skladbě "Tampico" od Stana Kentona.
se odvážil vložit do písně "tam, otočí se a řekne chlapcům," hej, hej, odkopněte toho square! "
Nebo v ještě dřívější písni od Harryho Gibsona, z roku 1944 s názvem "Stop That Dancing Up There,".
Lidé dole
Řekli mi, že jsem hrozný square
Když zakřičeli: "Přestaňte tančit"

## Pozitivní konotace
Výraz square mohl v roce 1960 znamenat dobro a upřímnost, dle zachovaných frází "spravedlivost a square", "tři square jídla denně", "square usmíření"; nebo vzpřímený, jako "vyrovnat účty". Jako symbol správnosti je square či správný square jedním z hlavních alegorických symbolů v zednářství
Termín byl používán v americkém skautském slibu až do roku 1971.
Sbor písně George M. Cohana "Mary je velice staré jméno" končí takto:
A je tam něco, tam / To zní jak square / Je to velice staré jméno.
'Square' je taky obskurtní kanadský slangový termín pro 24 pivních lahví.
'Square' je taky slangový termín pro cigaretu mezi Afroameričanskou komunitou.
Dát člověku 'square' znamená dát této osobě laskavost.